# ГЕС Шаста
ГЕС «Шаста» — гідроелектростанція у штаті Каліфорнія (Сполучені Штати Америки). Знаходячись перед ГЕС Кесвік, становить верхній ступінь каскаду на річці Сакраменто, яка дренує північну частину Центральної долини та завершується у затоці Сан-Франциско.
У межах проєкту річку перекрили бетонною арковою греблею висотою 183 метри, довжиною 1055 метрів та товщиною від 9 (по гребеню) до 166 (по основі) метрів, яка потребувала 4,8 млн м³ матеріалу. Вона утримує витягнуте по долині Сакраменто на 56 км водосховище з площею поверхні 121,4 км² та об'ємом 5615 млн м³.
Пригреблевий машинний зал обладнали п'ятьма турбінами типу «Френсіс» загальною потужністю 663 МВт, які використовують напір у 101 метр та забезпечують виробництво 1,8 млрд кВт·год електроенергії на рік.